# Peruánský naháč
Peruánský naháč (též Perro sin Pelo del Peru či Peruvian Inca Orchid) je psí plemeno původem z Peru, jehož charakteristickým znakem je absence srsti na většině těla neosrstěných jedinců. Zbarvením může být od černé, přes břidlicově černou, sloní čerň, modročernou, všechny odstíny šedé, tmavě hnědou až po světle plavou. Všechny tyto barvy mohou být jednobarevné nebo se mohou vyskytovat s růžově zbarveným skvrnami kdekoliv na těle.
Zajímavostí je, že členskými zeměmi FCI s největším počtem chovatelských stanic zabývajících se chovem Peruánského naháče je Česká republika, Finsko, Francie a Švédsko.[zdroj⁠?!]
Bezsrstost u peruánských naháčů je způsobena mutací genu FOXI3 na 17. chromozomu. Gen ovlivňuje vývoj srsti a zubů během embryonálního vývoje. Homozygoti se dvěma kopiemi mutantního genu hynou již v děloze, heterozygot se narodí jako naháč. Kromě absence srsti je u peruánských naháčů běžné chybění jednoho nebo i všech třenových zubů nebo stoliček. Protože naháči jsou heterozygoti, rodí se i osrstění psi.
Tělesná teplota peruánského naháče je stejná jako u všech ostatních plemen psů – tedy pohybuje se v rozmezí 37,5 °C až 39 °C (u štěňat a mladých psů maximálně 39,5 °C). Tato teplota je nicméně vyšší než tělesná teplota člověka a proto jej Inkové (Mayové, Aztékové atp.) používali při léčení revmatických onemocnění.[zdroj⁠?!]

## Historie
V některých tištěných i webových publikacích[zdroj⁠?!] se můžete dočíst, že naháče chovali před třemi tisíci let Inkové. Tento údaj je chybný, a to z jednoho prostého důvodu: Říše Inků existovala na konci středověku. Doba jejího největšího rozkvětu netrvala ani sto padesát let. Prvním, historicky ověřeným, datem z incké historie je rok 1438 n. l. – korunovace panovníka Pachacutiho. V roce 1533 n. l. byla incká říše rozvrácena španělskými conquistadory vedenými Franciscem Pizarrem. Torzo inckého státu si ještě udrželo svoji nezávislost ve Vilcabambě do roku 1572, pak vláda Inků definitivně zanikla. Pokud Inkové existovali téměř tisíc let před naším letopočtem, zcela jistě se jednalo o bezvýznamný andský kmen. Tahle skutečnost byla snad i jedním z důvodů, proč 12. června 1985 požádala peruánská kynologická organizace (KPC) – na základě archeologických objevů předkolumbovských kultur – mezinárodní organizaci FCI o zaregistrování standardu PENa, do té doby označovaného jako Peruvian Inca Orchid, Inca Orchid Moonflower Dog či Inca Hairless Dog (pod těmito názvy je v USA. několik desetiletí stále chován, též je znám pod zkratkou PIO) na nynější oficiální název Perro sin Pelo del Peru.
Prameny o původu peruánských naháčů se různí. V podstatě jsou známé tři teorie. První z nich je domněnka, že se do Peru dostali společně s africkými nomády, druhá s čínskými přistěhovalci za vlády prezidenta Castilla v první polovině 19. století a třetí, která předpokládá příchod psů, provázejících člověka při jeho migraci z Asie na oba americké kontinenty, přes Beringovu úžinu.[zdroj⁠?!]
Provádět seriózní archeologický výzkum na území dnešního Peru je poměrně obtížné, protože oblast andského horského masivu patří k seismicky nejaktivnějším a velice těžko přístupným pohořím na světě. Častá zemětřesení a sesuvy půdy pohřbily v průběhu staletí celá města a v tropických nížinných pralesích je spousta doposud neprobádaných míst, která teprve čekají na své objevení. Dalším problémem je i to, že zatím nebyly nalezeny žádné písemné záznamy z předkolumbovské éry, a tak je nutné spoléhat na prameny pocházejících od španělských kronikářů, kteří zase vycházeli z ústního podání tradic a incké verze dějin. Ty jsou plné legend, záhad, folklóru a mýtů. Nemalou míru zde také sehrává fakt, že současné Peru je z ekonomického hlediska poměrně chudou zemí, a tak velmi často dochází k vykrádaní archeologických nalezišť, a tím i k nevratným ztrátám kulturně-historických památek nevyčíslitelných hodnot.
Pizarrovi následovníci a kronikáři z poloviny 16. století, se zmiňují o „nahých psech“ chovaných inckou šlechtou.[zdroj⁠?!] Nejvíce ceněni byli psi se světlou kůží, a tak, aby vlivem slunečních paprsků neztmavla (peruánský naháč se totiž může opálit a spálit na slunci stejně jako člověk), byli přes den chováni v tmavých místnostech a ven pouštěni pouze v noci.[zdroj⁠?!] Odtud má asi původ někdy používané označení „Měsíční orchidejový pes“ (Inca Orchid Moonflower Dog).